# Voodoo
Voodoo SAS (також відомий як Voodoo.io) — французький розробник і видавець відеоігор, штаб-квартира якого знаходиться в Парижі. Компанія була заснована у 2013 році Олександром Язді та Лораном Ріттером. Ігри Voodoo, переважно безкоштовні гіперказуальні ігри, були разом завантажені 5 мільярд разів станом на травень 2021 року. Компанію критикують за клонування інших ігор.

## Історія
Voodoo було засновано в 2013 році Олександром Язді та Лораном Ріттером. Вони були друзями ще зі школи, а раніше в 2012 році заснували Studio Cadet, компанію, що займається вебсайтами та мобільними додатками. Язді став головним виконавчим директором Voodoo, а Габріель Ріво виконував обов'язки віцепрезидента з ігор. За словами Ріво, компанія перебувала в нестабільному стані протягом перших чотирьох років роботи, а потім вирішила змінити свою бізнес-стратегію. Використовуючи дані, зібрані з попередніх ігор, компанія розробила нові ігри, щоб залучити більше гравців. Використовуючи ігровий движок Unity, Voodoo тестував одну нову гру приблизно щотижня. Цей метод призвів до успішного випуску Paper.io у 2016 році.
Протягом 2017 року Voodoo збільшила кількість співробітників у чотири рази до 80, а до кінця 2018 року очікується зростання до 150 осіб. У травні 2018 року американська банківська компанія Goldman Sachs через свій фонд West Street Capital Partners VII інвестувала US$200 мільйонів у Voodoo. Це був найбільший збір коштів у французькому технологічному секторі з 2015 року. Язді та Ріттер зберегли контроль над компанією. У той час Voodoo, крім паризької штаб-квартири, мала офіси в Монпельє та Страсбурзі. Студія розробки в Берліні, Німеччина, була заснована в грудні 2018 року, яку очолив генеральний менеджер Олександр Віллінк. Студія починалася з приблизно десяти людей, а потім планувала розширити до 40 співробітників. Пізніше вона найняла ключових співробітників у розробників Blizzard Entertainment, King і Mamau.
У вересні 2019 року у Voodoo працювало 220 людей, у тому числі 150 у штаб-квартирі в Парижі. У серпні 2019 року було оголошено про створення видавничого офісу в Стамбулі, Туреччина, і його очолює видавничий директор Корентін Зельц. Це продовжилося з відкриттям студії розробки в Монреалі в листопаді 2019 року на чолі з Мехді Ель Муссалі, колишнім продюсером Gameloft. Завдяки цьому новому місці Voodoo мав намір вийти за межі гіперказуальних ігор. У грудні того ж року компанія придбала розробника Gumbug у Шордечі.
До липня 2020 року Tencent хотіла придбати міноритарну частку у Voodoo, мажоритарною власністю якої як і раніше залишалися Язді та Ріттер. У серпні того ж року Tencent придбала міноритарний пакет акцій на не розголошених умовах. На той момент Voodoo оцінювався в US$1,4 трильйонів. За словами Язді, ця угода допоможе Voodoo розширити свої ігри на азійсько-тихоокеанський ринок. Пізніше в тому ж місяці Voodoo відкрив офіси в Сінгапурі та Японії, які очолили Джуліан Корбет і Бен Фокс. Загалом у 2020 році Voodoo отримав збільшення доходу на €380 мільйонів з €1 мільйона у 2016 році. Компанія оголосила про інвестиції в стамбульського розробника Fabrika Games у вересні 2020 року і придбала паризького розробника OHM Games у грудні. OHM Games розробила чотири ігри для Voodoo у 2020 році, які разом зібрали 260 мільйони завантажень. У червні 2021 року Voodoo також купила BidShake, тель-авівську компанію, яка розробляє платформу для автоматизації маркетингу. Groupe Bruxelles Lambert придбала 16 % акцій Voodoo за €266 мільйонів у серпні 2021 року, оцінюючи Voodoo в €1.7 мільярд. Voodoo придбала ізраїльську студію Beach Bum у вересні за ціною US$250–300 мільйонів.

## Ігри
Більшість ігор Voodoo є безплатними гіперказуальними іграми, розробленими для мобільних операційних систем Android та iOS. Ігри, випущені компанією, включають Helix Jump, Baseball Boy, Snake vs Block, Hole.io, Aquapark.io, Purple Diver, Crowd City, Sew 3D і Paper.io (3 частини). Ігри Voodoo були завантажені 2 мільярди разів до квітня 2019 року, 3.7 мільярди завантажень до травня 2020 року і 5 мільярдів до травня 2021 року. У грудні 2019 року в іграх Voodoo було 2.6 мільярд завантажень, 300 мільйонів щомісячних активних користувачів (MAU) і 1 мільярд окремих гравців. Helix Jump, розроблена H8games, є найуспішнішою грою Voodoo з понад 500 мільйон завантажень станом на серпень 2020 року.
Зовнішні розробники можуть надсилати ігри через онлайн-платформу для оцінки Voodoo. Видавець співпрацював із понад 2000 такими студіями, на які припадає 75 % випусків Voodoo. Компанія фінансує вибрані студії та підтримує їх на етапі створення прототипів, отримуючи натомість частку роялті. Крім ігор, Voodoo розробив платформу соціальних мереж Wizz у 2020 році. Станом на серпень 2021 року на платформі є 1 мільйонів MAU в Сполучених Штатах.

## Критика
Voodoo піддавався критиці за випуск очевидних клонів інді-ігор. До них належать Infinite Golf (схожий на Desert Golfing), Twisty Road (Impossible Road), The Fish Master (Ridiculous Fishing), Flappy Dunk! (Flappy Bird), Rolly Vortex (Rolling Sky), The Cube (Curiosity: What's Inside the Cube?) і Hole.io (Donut County). У випадку Hole.io у грі використовувалася основна механіка ігрового процесу Donut County, яка дозволяє гравцеві керувати дірою в землі, щоб споживати об'єкти в навколишньому середовищі, поступово збільшуючись, щоб мати можливість споживати більші об'єкти. Бен Еспозіто працював над Donut County понад п'ять років, коли Hole.io вийшов у середині 2018 року, до публікації Donut County. У відповідь на запит від Variety Voodoo заявив, що Hole.io не є клоном Donut County, хоча обидві ігри належать до одного піджанру. Майкл з Variety зазначив, що ці ігри були єдиними двома в цьому жанрі.

## Відзнаки
- № 20 на Pocket Gamer.biz «50 найкращих розробників мобільних ігор 2018 року»[33]
- № 5 на Pocket Gamer.biz «50 найкращих виробників мобільних ігор 2019 року»[34]
- № 16 на Pocket Gamer.biz «50 найкращих виробників мобільних ігор 2020 року»[35]
- Найкращий видавець — Mobile Games Awards 2019[36]
- Відкриття року — BFM Awards 2019[37]
- Частина Next40[fr] 2021[38]